# Statistiche e record del Rangers Football Club
Questa voce raccoglie tutti i vari record e le statistiche del Rangers FC.

## Squadra
- Vittoria con il massimo scarto: Rangers - Possilpark 13-0, Coppa di Scozia, 1877/78; Rangers-Uddingston 13-0, Coppa di Scozia, 1877/78; Rangers-Kelvinside 13-0, Coppa di Scozia 1889/90[1]
- Vittoria di campionato con il massimo scarto: Rangers - Hibernian 10-0, campionato 1898/99[1]
- Sconfitta con il massimo scarto: Rangers - Celtic 1-7, Coppa di Lega 1956/57[1]
- Sconfitta di campionato con il massimo scarto: Rangers - Dumbarton 0-6, campionato 1891/92[1]
- Massima affluenza di pubblico: Rangers - Celtic, campionato 1938/39 (118.567 spettatori)[1]

## Individuali
| Presenze totali - 755 - John Greig - 674 - Sandy Jardine - 581 - Ally McCoist - 580 - Sandy Archibald - 563 - Davie Meiklejohn - 555 - Dougie Gray - 546 - Derek Johnstone - 540 - Davie Cooper - 535 - Peter McCloy - 526 - Ian McColl | Marcatori - 355 - Ally McCoist - 261 - Bob McPhail - 249 - Jimmy Smith - 223 - Jimmy Fleming - 210 - Derek Johnstone - 206 - Ralph Brand - 195 - Willie Reid - 194 - Willie Thornton - 184 - Robert Hamilton - 182 - Andy Cunningham |

- Maggior numero di presenze in campionato: Sandy Archibald (513, dal 1917 al 1934)[1]
- Maggior numero di presenze in Coppa di Scozia: Alec Smith (74)[1]
- Maggior numero di presenze in Coppa di Lega: John Greig (121)[1]
- Maggior numero di presenze nelle coppe europee: Allan McGregor (109)[1]
- Miglior marcatore stagionale di campionato: Sam English (44 goal nella stagione 1931/32)[1]
- Miglior marcatore in campionato: Ally McCoist (251 goal dal 1983 al 1998)[1]
- Miglior marcatore in Coppa di Scozia: Jimmy Fleming (44)[1]
- Miglior marcatore in Coppa di Lega: Ally McCoist (54)[1]
- Miglior marcatore nelle coppe europee: Alfredo Morelos (29)[1]
- Record di inviolabilità della porta: Chris Woods (1196 minuti nella stagione 1986/87, record del Regno Unito)
- Record di presenze in nazionale: Frank de Boer (112 incontri per la nazionale olandese)
- Cifra più alta incassata da una cessione: 19.600.000 sterline dall'Ajax per Calvin Bassey (2022)
- Cifra più alta pagata per un acquisto: 12.500.000 sterline al Chelsea per Tore André Flo (2000)[1]

## Vari
- I Rangers detengono il record mondiale di vittorie in campionati nazionali (54)[2] e di trofei ufficiali (nazionali e internazionali, 116).[3]
- Essi detengono altresì il primato mondiale di treble campionato / Coppa Nazionale / Coppa di Lega (7).[4]
- Nel 2000 furono il primo club al mondo a raggiungere il traguardo del 100º torneo ufficiale vinto (all'epoca 49 titoli nazionali, 29 Coppe di Scozia, 21 Coppe di Lega e 1 Coppa delle Coppe).[5]